# 앤서니 마이클 홀
앤서니 마이클 홀(Anthony Michael Hall, 1968년 4월 14일 ~ )은 미국의 배우이다.

## 출연 작품
- 가위손
- 사랑의 경주
- 실리콘 밸리의 신화
- 할로윈 킬스 - 토미 도일 역